# 富士見パノラマリゾート

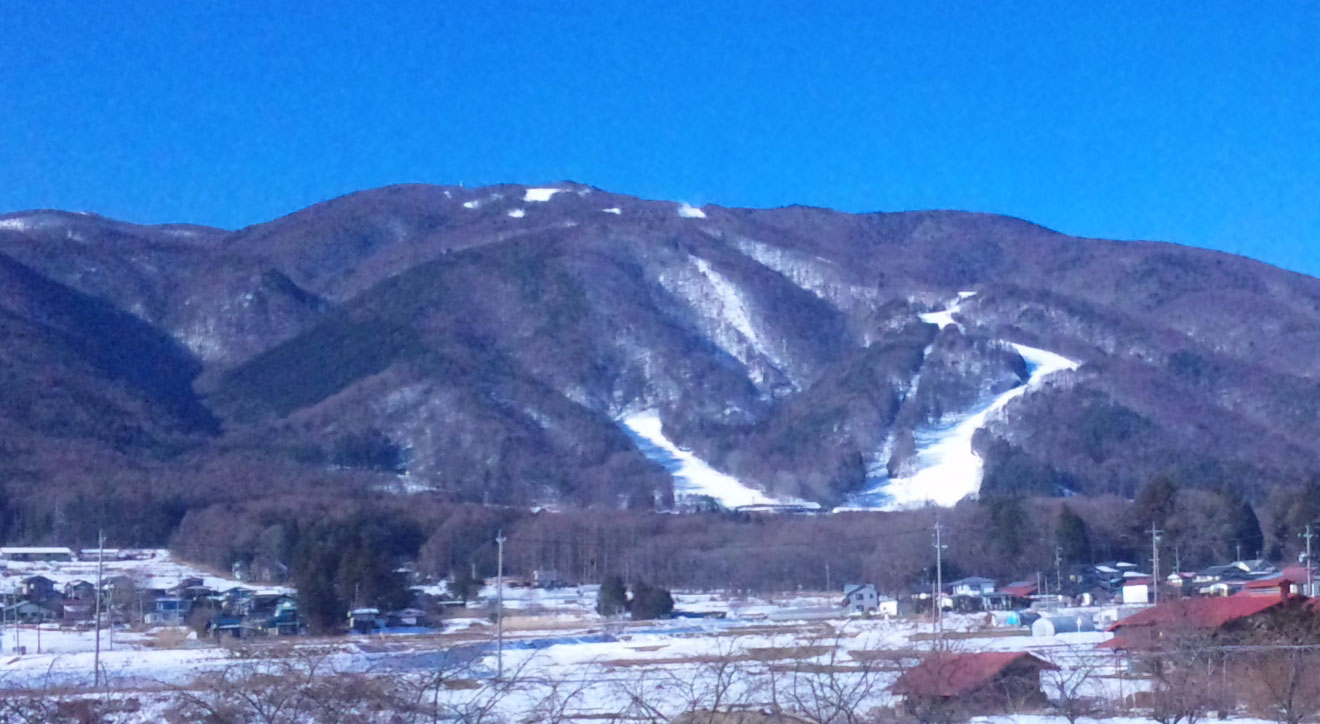
入笠山麓からみたゲレンデ

富士見パノラマリゾート（ふじみパノラマリゾート）は、長野県諏訪郡富士見町にあるスキー場。略称は「富士見パノラマ」。南アルプス山脈の北端にあたる入笠山の東斜面に面したゲレンデである。夏季にはゲレンデをマウンテンバイクのコースとして活用しているほか、ゴンドラの山頂駅周辺には山野草公園や入笠湿原があり、多くのハイキング客で賑わっている。東急スノーリゾート。

## 冬季営業
8人乗りのゴンドラリフトがメインの縦長のゲレンデで最長3000メートル (m)、標高差730 mのロングクルージングを楽しめる。長野県南部に位置するため積雪量は少ないものの、標高が高く、気温も低いのでゲレンデ状態は良好。晴天率が高く北・南八ヶ岳連峰の雄大な展望が得られる。スノーボードは全面滑走可能。ゴンドラ沿いのコースは中級・上級者向けのコースなので、初級者や小さい子供連れのファミリーは、下部のゲレンデを滑るか、ゴンドラで下山する。
- 営業時間：9:00 - 17:00

### ゲレンデ
- コナシゲレンデ（初級、中級）
- ラーチゲレンデ（中級、上級）
- アルパインゲレンデ（中級）
- リンデンゲレンデ（中級、上級）
- シーダーゲレンデ（中級、上級）
- センターゲレンデ（初級）
- ファミリーゲレンデ（初級）
- キッズパーク

## 夏季営業
マウンテンバイク
日本最大級の常設ダウンヒル (DH) コースを持ち、プロの選手も多く練習に来る。毎年大規模な大会も行われている。上級者用のAコース、中級者用のBコース、初心者用のCコース、ダウンヒルやMTB初体験者の練習用として、らくらくコースが設置されている。一般に、マウンテンバイクの話で「富士見」と言えば、この場所を指す。
パラグライダー
JMB富士見パノラマパラグライダースクールを有し、パラグライダーも盛ん / 火曜日（11月中旬 - 4月中旬の冬期間は休暇）。
入笠山すずらん山野草公園
5月にカタクリ、6月すずらん、釜無ホテイアツモリ草7 - 9月は約150種類の山野草が見られる。恋人の聖地に認定されている八ケ岳展望台からは八ケ岳、富士山、甲斐駒ヶ岳が見られる。
入笠山トレッキング
春、夏、秋も、季節毎のトレッキングを満喫するなら入笠山トレッキング。
- 営業時間：時期による変更有
- プレミアム雲海ゴンドラ：9月末より11月営業終了までの金・土・日

## 交通
- 中央自動車道 諏訪南ICから5キロメートル（駐車場2,000台）
- JR東日本 中央東線：富士見駅から車7分